# Llibert Tarragó i Esteve
Llibert Tarragó i Esteve (Briva, 13 de maig de 1947) és un periodista, editor i escriptor francès. És fill del combatent antifeixista Joan Tarragó (1914-1979), el qual és conegut per haver impulsat una biblioteca clandestina al camp de concentració de Mauthausen. El 2003, Llibert Tarragó va fundar a París el grup d'investigació i recerca sobre la deportació republicana, anomenat Triangle Blau, i ha investigat durant anys el llegat del seu pare.

## Biografia
Llibert Tarragó va néixer i viu a l'Estat francès. El seu pare era un dels caps de la resistència antifeixista a Brieva, on hi vivien molts exiliats republicans que hi havien anat a raure perquè un deportat francès a Mauthausen, que hi tenia una fàbrica de sabates, els oferia feina, i tots passaven pel domicili dels Tarragó. Els mestres de l'escola, que havien lluitat a la Resistència, el protegien a ell i al seu germà Joan Ramon (1951) i els encomiaven a estudiar. Tanmateix, va créixer en un ambient trilingüe entre el català de casa, el castellà dels refugiats espanyols i el francès de l'escola.
El 1993, en morir la seua mare Rosa Esteve, va sentir la necessitat de visitar els orígens familiars als Països Catalans. A partir de la impressió que va causar-li la lectura de La plaça del Diamant, el 2004 va fundar a França l'editorial Tinta Blava, que publica llibres traduïts del català, amb el propòsit de divulgar la literatura catalana de qualitat. El primer llibre que va editar fou Pedra de tartera, de Maria Barbal.
Quan tenia 53 anys i el seu pare ja havia mort, Llibert Tarragó va visitar el camp de concentració de Mauthausen l'any 2000 amb el seu padrí Josep Ayxendri, originari de Tarragona i deportat a Gusen. Allà, en veure els barracons i el crematori, va entendre moltes de les coses que havia escoltat a casa quan era infant, per exemple, els malsons del pare, causats per la violència despietada i l'olor que sentia dia i nit de carn humana cremada. La visita va desencadenar una corrua de records que van culminar, mercès també a l'impuls del polític Pau Juvillà, en el llibre Heretar Mauthausen, un diàleg amb les memòries que el seu pare va escriure poc abans de morir, així com un dietari sobre l'acceptació de la seva condició de fill de deportat i la seva contribució a la memòria i la dignitat dels «revivents». De fet, el seu nom mateix, Llibert, havia estat triat com a símbol de la llibertat recuperada. Alhora, el seu naixement coincideix amb el retrobament dels seus pares l'agost de 1946 a l'hotel Les Termes d'Escaldes, on Joan Tarragó i Rosa Esteve s'havien retrobat vuit anys després per culpa de totes les tragèdies europees.

## Obra publicada
- Le Ski de fond. París: Solar, 1982. ISBN 2-263-00683-4.
- Barcelone. París: Autrement, 2003. ISBN 2-7467-0323-8.
- El puzzle català. Crònica francesa d'una descoberta. Barcelona: La Magrana, 2008. ISBN 978-84-9867-066-0.
- El Document de Prats. Informe de l'èxode de la població civil i dels exèrcits republicans espanyols a Prats de Molló del 27 de gener al 16 de març de 1939. Barcelona: La Magrana, 2009. ISBN 84-9867-422-0.
- Heretar Mauthausen. Lleida: Pagès, 2022. ISBN 9788413033068.[6]